# 忽辛
忽辛（13世纪—1310年），元朝大臣，回回人。赛典赤·赡思丁第三子。
元世祖至元初年，以世臣子充当宿卫，忽必烈赏识他的应对，至元十四年（1277年）授为兵部郎中。次年，出为同知河南宣慰司事，有善政。先后为云南诸路、陕西道转运使、燕南河北道宣慰司同知、南京总管、两浙盐运使、陕西行台御史中丞。大德元年（1297年），迁云南行省右丞，一切害民之政，全部革除。豪民规避徭役，往往投充王府宿卫，有关部门不胜供给，忽辛将其改籍为民，去宿卫三分之二。严格控制军粮发放，严惩贪官。在云南的州县遍立庙学，选文学之士作为教官，文风大兴。王府畜马繁多，纵到郊外，毁民禾稼，牧人也在民家宿食，百姓不得安宁。忽辛度地置草场，筑屋数十间，作为牧所，养畜马匹，百姓得安。又用诱降办法使广南酋长沙奴归附，大德五年（1301年），遣使说服缅甸国王，改善元朝和缅甸的关系。大德八年（1304年），转任四川行省左丞、后来改为江浙行省左丞。至大元年（1308年），担任江西行省平章政事，拜荣禄大夫。次年，以母老谢职归养。至大三年（1310年）去世，追封为雍国公，谥忠简。

## 传记资料
[在维基数据编辑]
 《元史/卷125》，出自宋濂《元史》
 《新元史/卷155》，出自柯劭忞《新元史》